# Pečovská Nová Ves
Pečovská Nová Ves (węg. Pécsújfalu, niem. hist. Frauendorf) – wieś (obec) na Słowacji, w kraju preszowskim, w powiecie Sabinov. Pierwsza pisemna wzmianka o miejscowości pochodzi z roku 1319.
We wsi znajduje się czynny przystanek kolejowy.